# Renfe série 319.2 AVE
La série 319.2 AVE est une série de locomotives Diesel de la Renfe.
Celle-ci profite de la mise en service de la ligne AVE Madrid - Seville et de la reconstruction de la série 319.0 pour se doter d'une petite série de machines à l'écartement international.

## Conception
Ces machines reprennent les spécifications techniques de la première tranche des 319.22 dont elles ne diffèrent que par leurs bogies en voie normale, le montage d'équipement de contrôle LZB leur permettant de circuler sur la ligne AVE, et la décoration.

## Service
Prévues pour remorquer les trains de travaux ou de service et pour effectuer les manœuvres sur la première ligne AVE de Madrid à Seville, elles sont toutes affectées au dépôt de Séville-Santa Justa lors de leur livraison.
Il est rapidement clair que ces machines sont en surnombre par rapport aux travaux à réaliser. En 1994, les 319-241 et 246 sont mutées à la base de La Sagra pour réaliser les manœuvres à l'intérieur de l'établissement. La mobilisation de ces deux machines pour un service minimal apparait vite comme un luxe, alors que les autres UN manquent souvent de diesel pour assurer leurs trains. En 1996, elles sont mises en voie large, repeintes en gris et noir, et cédées à l'UN Cargas. La 319-243 subit le même sort peu après, ce qui fait tomber l'effectif à 5 unités.
Au début des années 2000, les 319-244, 245 et 247 quittent Séville pour participer à la construction de la nouvelle ligne AVE Madrid-Barcelone-frontière française.
Début 2004, les 319-242, 244, 247 et 248 sont à leur tour remises en voie large et cédées à l'UN Mercancias.